# GAP
GAP (на английски: Generic Access Profile) е телекомуникационна технология, която позволява на телефонът-майка (това е базата) да работи с DECT телефони от друга марка. Тази функция дава гъвкавост при избора на допълнителни DECT слушалки.